# Cosmopterix jiangxiella
Cosmopterix jiangxiella là một loài bướm đêm thuộc họ Cosmopterigidae. Loài này có ở Trung Quốc (Giang Tây).
Chiều dài cánh trước khoảng 4,7 mm.